# シャバ駄馬男
シャバ駄馬男（しゃばだばお、1968年5月25日 - ）は主に秋田県を中心に活動するローカルタレント。秋田県秋田市出身。ブラウブリッツ秋田スタジアムDJ、あきた健康チャレンジ大使等を務める。2025年より個人事務所「office GOOOAL!」所属。

## 来歴
高校卒業後、就職のため上京するがほどなく退職し、都内の飲食店でアルバイト生活に勤しむ。同じ店に勤務していた出川哲朗と親しくなる。
秋田に戻った後の1995年、秋田テレビの夕方ワイド番組「なんでもアリーナ525」での準レギュラー出演を皮切りに、秋田県内のみならず、青森や岩手でも活動。
ローカルタレントとして、テレビ、ラジオへの出演の他、クラブDJや、イベントのオーガナイズ等も手がける。また現在、明治安田生命J2リーグ、ブラウブリッツ秋田のスタジアムDJを担当するほか、自身も秋田市サッカーリーグ「こしゃるずレジェンド」に所属しプレイヤーとしても活動。さらに、BJリーグ2013-2014シーズンは、青森県プロバスケットボールチーム「青森ワッツ」のアリーナDJも担当している。東京生活時代、タレントの出川哲朗が同じバイト先であり、互いに芸能界への道を夢見ていた｡
2009年　古き良きディスコ文化を復活させるため集ったメンバーでRESTORE NIGHT PROJECTというユニットを結成し、生バンドの演奏も楽しめるディスコイベントのオーガナイズなどを行う。
2014年　exBOØWY、Dr.高橋まことが発起人となる福島復興支援団体〜Crossover Japan〜の趣旨に賛同した、BOØWYをこよなく愛する秋田人が一堂に会し、BOØWYのコピーライブなどを通じて思い出の共有とともに復興支援活動に参加するプロジェクトの一員として活動した。これまで、高橋やメンバーともに様々なLIVEで共演している。
2021年「あきた健康チャレンジ大使」に就任。

## 出演

### TV
- ぷぁぷぁ金星[3]（秋田朝日放送）
- シャバ駄馬男ミュージックアワー〜有楽町でシャバダバ〜[4]（秋田テレビ）
- ネイガー The HERO〜スゴイぞ秋田の底ヂカラ！〜（秋田テレビ）2020年12月
- ネイガー The HERO〜ガチで気ままにバスの旅！ともだち何人できるかな？？〜（秋田テレビ）2019年12月
- 10周年だよ！超神ネイガー大感謝祭！！（秋田テレビ）2015年12月
- マツコ＆有吉 かりそめ天国（テレビ朝日） 2018年10月
- FNS27時間テレビ にほんのれきし（フジテレビ） 2017年9月9日〜10日
- ニンゲン観察バラエティ『モニタリング』（TBS） 2017年4月27日
- ８Bang! ハチバン！（仙台放送） 2017年12月16日放送、他
- ラッキー（青森朝日放送） 2017年、2018年
- BREAK MART（青森朝日放送）
  - BREAK SG（青森朝日放送）
- なんでもアリーナ525（秋田テレビ）
- 踊る!さんま御殿!!（日本テレビ系列、2009年2月24日）
- アグレッシブですけど、何か?（広島ホームテレビ、＃128・＃129(2010年2月)「第2回ローカルMCサミット」、＃239・＃240「ローカルMCコンパ」）
- ガールズチューブ（岩手朝日テレビ、2012年10月）
- AKTスポーツ応援番組すぽちぱ! スポーツぽちぱ（秋田テレビ）
- SUPER jumpin'（秋田テレビ、終了）
- タカアンドトシの道路バラエティ!? バスドラ（テレビ朝日系列、2015年6月16日）
- げつ→きん420（秋田テレビ、金曜コメンテーター）
- 行け!男鹿鹿男プロデューサー（秋田朝日放送）
- SDGs特番：すったげだいじなごどだっす！（秋田放送、2021年9月25日）
- 秋田ラーメン総選挙（秋田テレビ）
- あしたへスイッチ!スペシャル（秋田朝日放送）
- あきたのことを考えるテレビ（秋田放送、2022年3月19日、2023年3月18日）
- 仙北インターナショナルドローンフィルムフェス2022（秋田ケーブルテレビ、2022年10月30日）
- DABAO cafeへようこそ！（秋田テレビ）
- 地元じゃ負け知らず（毎日放送、2023年3月29日）
- めざましテレビ（フジテレビ、2023年4月10日）
- よじごじDays（テレビ東京、2023年7月6日）
- トクバン!〜秋のまんぷくスペシャル（秋田朝日放送、2023年9月30日）

### ラジオ
- BRAUBLITZ on the wave（エフエム秋田）
- ぽちラジルーキーズ（エフエム秋田）
- ACTION（TBS） 2019年11月
- セブンイレブン・マニアックス（エフエム秋田）
- mix（月曜 - 木曜 15:00 - 17:55）（エフエム秋田）
- ゲツモク Live Compilation ブンブン!!（2014年4月 - 2015年3月、月曜 - 木曜 13:30 – 17:55）（エフエム秋田）
- Freak☆Rush!（エフエム秋田、2009年4月 - 2012年3月)
- DODA smart RADIO（エフエム秋田）
- JAM THE MUSIC （エフエム秋田）
- スクール・ヤーニーズ（エフエム秋田）
- サークル・ヤーニーズ（エフエム秋田）
- FORUSサテライトボム（秋田コミュニティ放送、DJ92として出演）

### MOVIE
- 釣りバカ日誌15 ハマちゃんに明日はない!? - 加藤役（ゲスト出演）
- ディズニーアニメ「ライアンを探せ!」- サイ1役（声優）
- 室井慎次 敗れざる者
- 室井慎次  生き続ける者

### スポーツMC
- 明治安田生命J2リーグ ブラウブリッツ秋田スタジアムDJ
- バドミントン S/Jリーグ 北都銀行アリーナDJ
- バドミントン YONEX 秋田マスターズ[5] メインMC
- FISフリースタイルスキーW杯秋田たざわ湖大会メインMC[6]

### CM
- くらしデザインラボ
- 中古住宅専門店 いえいち
- いとく「きりたんぽ編」
- うまい！一丸鮨
- 総合電気通信工業
- NTTドコモ東北「タブレットで暮らし上手に！」秋田バージョン
- 桃太郎電鉄 AOMOR
- tsuchizaki BC「涙で忘れさせて編」
- NTT東日本秋田支店「フレッツADSL/Bフレッツ」
- MIROX 〜鉄拳と一緒に〜
- サークルK「今日も見つけたサークルK」他
- 北興化学「ミスターホームラン
- 日本海チケット「サラリーマン＆バーカウンターの男」
- マジカルママ「刑事編」
- 土崎文化センター